# 松浦寧々
松浦 寧々（まつうら ねね、11月25日 - ）は、日本の女性声優。北海道出身。プロダクション・エース所属。

## 人物
- 悪役を演じてみたい。
- 資格は、ジュニアスキー2級・普通自動車免許AT。
- 特技は、模写・卓球・茶道・クラリネット・ダンス・お湯を飲み続けられる・赤ちゃんのモノマネ。
- 趣味は、歌・ダンス・刑事ドラマ鑑賞・散歩・DIY・イヤリング収集・動画編集（練習中）・カラオケ・ショッピング。
- 配信アプリREALITYにて毎日配信している。（歌配信、朗読、雑談など）[2]
- また、2024年6月1日より開始された「スターライバープロジェクト1期生」に選出された。[3]

## 出演

### 舞台
2023年
- 演劇ユニット リトルブレイバー vol.12『Lilliput Lily』（B班 魔女）（8月24、26～27日：荻窪小劇場）[4]
- 劇団ココア 旗揚げ6周年記念公演『魔女エステリーゼの事件簿「贋と軀編」』（エリザベス）（11月14、16～19日：萬劇場）[5]

- 小鳥遊恋 produce vol.1『「ひなた高校定時制」THE☆STAGE～ありふれた奇跡の時間～』(Bチーム 山下マミコ)（12月19～24日：オメガ東京）[6]

2024年
- 演劇ユニット リトルブレイバー vol.16『警視庁特殊捜査課第二課　〜幸せの科学編〜』（B班 内海れな）（3月20～24日：荻窪小劇場）[7]
- 演劇ユニット リトルブレイバー vol.17『笑う門には猫来る〜リトブレver〜』（B班 魔女）（4月18～21日：荻窪小劇場）[8]

### オーディオブック
- エミリの小さな包丁（2023年、朗読）[9]

### その他
- キャラクターコンテンツ「御室ムスメ」（禅師峰麻八）[10]
- それゆけ！北海道つたえ隊 赤レンガー
- 北海道未来チャレンジ基金について（イエロー）